# Piotr Yumshanov
Piotr Yumshanov –en ruso, Пётр Юмшанов– (15 de octubre de 1970) es un deportista ruso que compitió en lucha libre. Ganó una medalla de bronce en el Campeonato Mundial de Lucha de 1994, en la categoría de 48 kg.

## Palmarés internacional
| Campeonato Mundial | Campeonato Mundial | Campeonato Mundial | Campeonato Mundial |
| Año                | Lugar              | Medalla            | Categoría          |
| ------------------ | ------------------ | ------------------ | ------------------ |
| 1994               | Estambul (Turquía) | Medalla de bronce  | 48 kg              |